# Le comiche
Le comiche er en italiensk film fra 1990 af Neri Parenti.

## Medvirkende
- Renato Pozzetto som Renato
- Paolo Villaggio som Paolo
- Fabio Traversa som Mario
- Alessandra Casella som Domitilla
- Gian Fabio Bosco som Amilcare
- Tiziana Pini
- Enzo Cannavale